# Федоров, Владимир Евгеньевич
Федоров Владимир Евгеньевич
Владимир Евгеньевич Федоров (род. 1 марта 1972) — российский математик, автор работ по теории дифференциальных уравнений, доктор физико-математических наук, профессор. Область научных интересов: вырожденные эволюционные уравнения, дифференциальные уравнения дробного порядка, полугруппы операторов, разрешающие семейства операторов, оптимальное управление распределенными системами, управляемость уравнений, обратные задачи, групповой анализ дифференциальных уравнений.

## Биография
- 1994 Окончил математический факультет Челябинском государственном университете, кафедра математического анализа
- 1996 Кандидатская диссертация по специальности 01.01.02 дифференциальные уравнения
- 2000 Ученое звание доцента
- 2005 Докторская диссертация в 2005 г. по специальностям 01.01.02 дифференциальные уравнения и 01.01.01 математический анализ
- 2006 Заведующий кафедрой математического анализа ЧелГУ
- 2007 Ученое звание профессора
- 2008 - 2011 Декан математического факультета
- 2019 Проректор по учебной работе

## Научная деятельность
Исследованы полугруппы различных классов гладкости уравнений соболевского типа в локально выпуклых пространствах. Обобщены теоремы о генераторах на случай вырожденных полугрупп операторов. Результаты теории полугрупп операторов, включая вырожденные полугруппы, распространены на случай аналитических в плоскости с разрезом, а также аналитических в секторе разрешающих семейств операторов линейных эволюционных уравнений с различными дробными и распределенными производными. Рассматриваются обратные коэффициентные задачи для таких уравнений, вопросы управляемости для них, возмущенные уравнения соответствующего вида, задачи оптимального управления для распределенных систем, не разрешенных относительно старшей производной по времени. Абстрактные результаты используются при исследовании вопросов однозначной разрешимости начально-краевых задач для неклассических уравнений и систем уравнений в частных производных.
В.Е. Федоров является победителем конкурса 2022 года на право получения грантов Президента Российской Федерации для государственной поддержки ведущих научных школ Российской Федерации
Под руководством В. Е. Федорова защищено 12 диссертаций на соискание кандидата физико-математических наук, диссертация на соискание доктора физико-математических наук.
Опубликовано более 200 научных трудов, цитирований: 2055 (РИНЦ), индекс Хирша: 19 (РИНЦ), 12 (Scopus), 9 (Publons).

## Преподаваемые дисциплины
- Математический анализ
- Теория функций комплексной переменной
- Семинар «Симметрийный анализ дифференциальных уравнений»
- Полугруппы операторов
- Дополнительные главы уравнений с частными производными
- Дополнительные главы анализа

## Общественная деятельность
Заместитель главного редактора «Челябинского физико-математического журнала».
Член редколлегий журналов: 
- «International Journal of Mathematical Modelling and Numerical Optimization» (Великобритания),
- «Progress in Fractional Differentiation and Applications» (Турция),
- «International Journal of Computing and Optimization» (Болгария),
- «Прикладная математика & физика».

Сопредседатель Челябинского регионального отделения Научно-методического совета по математике Министерства образования и науки РФ.
Член Американского математического общества с 1997 года

## Награды
- Приз для молодых ученых Международного общества Анализа, его приложений и вычислений (2011, ISAAC Award for Young Scientists)
- Почетный профессор Челябинского государственного университета (с 2017)
- Почетный профессор Шадринского государственного педагогического университета (с 2019)
- Почетное звание «Почетный работник сферы образования Российской Федерации» (c 2021)

## Избранные научные труды и учебные пособия
1. Федоров В. Е., “Вырожденные сильно непрерывные полугруппы операторов”, Алгебра и анализ, 12:3 (2000), 173–200  mathscinet  zmath
2. Федоров В. Е., “Ослабленные решения линейного уравнения соболевского типа и полугруппы операторов”, Изв. РАН. Сер. Мат., 67:4 (2003), 171–188  mathnet  mathscinet  zmath
3. Sviridyuk G. A., Fedorov V. E., Linear Sobolev Type Equations and Degenerate Semigroups of Operators, Inverse and Ill-Posed Problems, VSP, Utrecht; Boston, 2003  mathscinet  zmath
4. Федоров В. Е., “Голоморфные разрешающие полугруппы уравнений соболевского типа в локально выпуклых пространствах”, Мат. сб., 195:8 (2004), 131–160  mathnet  mathscinet  zmath
5. Федоров В. Е., “Обобщение теоремы Хилле–Иосиды на случай вырожденных полугрупп в локально выпуклых пространствах”, Сиб. мат. журн., 46:2 (2005), 426–448  mathnet  mathscinet  zmath
6. Fedorov V. E., Nazhimov R. R. “Inverse problems for a class of degenerate evolution equations with Riemann – Liouville derivative”, Fractional Calculus and Applied Analysis, 22:2 (2019), 271-286.
7. Fedorov V. E. “Generators of analytic resolving families for distributed order equations and perturbations”, Mathematics, 8:8 (2020), 1306.
8. Fedorov V. E., Dyshaev M. M. “Group classification for a class of non-linear models of the RAPM type”, Communications in Nonlinear Science and Numerical Simulation, 92:3 (2021), 105471.
9. Fedorov V. E., Filin N. V. “On strongly continuous resolving families of operators for fractional distributed order equations”, Fractal and Fractional, 5:1 (2021), 20.
10. Fedorov V.E., Du W.-S., Kostic M., Abdrakhmanova A.A. "Analytic resolving families for equations with distributed Riemann – Liouville derivatives", Mathematics, 10 (2022), 681.